# Uroplakine
Uroplakine (altgriechisch: οὖρον ouron ‚Harn‘, ‚Urin‘; ἡ πλαξ e plax ‚die Platte‘, ‚das Blatt‘, ‚das Brett‘) sind eine Gruppe von Proteinen in der Zellmembran von Epithelzellen des Urothels in Harnblase, Harnleiter und Nierenbecken. Die verschiedenen Uroplakine sind für die mechanische und chemische Widerstandsfähigkeit der ableitenden Harnwege mitverantwortlich. So wird die Uroplanie ("das Austreten und [die] Verbreitung des Harns in andere Theile" des Körpers) verhindert.

## Vorkommen
Es gibt vier verschiedene Uroplakine. Eines wird vom Uroplakin-Ib-Gen (abgekürzt: UP-Ib-Gen; englisch UPK1B gene) kodiert. Dieses Gen befindet sich auf Chromosom 19, hat eine Größe von 31 kDa und besteht aus acht Exons. Das Exon 1 kodiert nicht (wird also nicht in RNA übersetzt). Uroplakine kommen vor allem in der Außenmembran der Schirmzellen des Urothels vor. Dort werden sie auch am stärksten exprimiert. Daneben wurden Uroplakine auch im Magen, in den Nieren, in der Prostata, im Nebenhoden, im Hoden (Spermien) und in den Eierstöcken (Oozyten ) nachgewiesen. In 50 % der bösartigen Tumoren des Übergangsepithels (= Urothelkarzinom, englisch transitional cell carcinoma, TCC) ist das UP-Ib-Gen überexprimiert, d. h. aktiver als in nicht bösartigen Zellen.

## Barrierefunktion
Die permanent urinführenden Organe des Menschen, Nierenbecken, Harnleiter und Harnblase, sind mit einem robusten Urothel ausgekleidet. Diese Zellschicht bildet eine Barriere und verhindert, dass toxische Substanzen des Urins das Gewebe darunter schädigen können. Zur Erzielung dieser Barriere hat das Urothel zwischen den Deckzellen Tight Junctions und an der Oberfläche Glycane, spezielle Lipide und die Uroplakine. Die Uroplakine I, II und III bilden zusammen die AUM (engl. asymmetric unit membrane), eine hoch spezialisierte Biomembran, die charakteristisch für die Oberfläche des Epithels der Blase ist. Diese Biomembran enthält semi-kristalline, hexagonale Proteinpartikel von 12 nm Größe.

## Uroplakin-Arten
Im Jahr 1990 berichtete die Arbeitsgruppe von Sun und Mitarbeiter, dass die äußere Membran der Deckzellen im Urothel des Rindes vier verschiedene Proteine enthält: Uroplakin-1a (UP-Ia), Uroplakin-1b (UP-Ib), Uroplakin-2 (UP-II) und Uroplakin-3 (UP-III). Alle diese Proteine konnten später geklont und sequenziert werden. Analoge Proteine wurden auch beim Menschen gefunden. Uroplakin-1a und Uroplakin-1b gehören zur Transmembran-4-Superfamilie (Tetraspanine). Uroplakin III ist ein Glykoprotein, enthält also zusätzlich zum Protein auch Kohlenhydrate. Wu und Sun haben die Struktur von Uroplakin III weiter aufgeklärt. Das Glykoprotein hat eine Größe von 47 kDa. Nach Abtrennung des Kohlenhydratanteils durch Glycosidasen verbleibt ein Protein der Größe 28,9 kDa. Die extrazelluläre Komponente von Uroplakin III, also der Anteil, der außerhalb der eigentlichen Zellmembran liegt, hat eine Größe von 40 kDa, davon entfallen auf das Protein 20 kDa und den Kohlenhydratanteil 20 kDa. Die intrazelluläre Domäne ist nur 5 kDa groß.
Im Jahr 2002 publizierte die Arbeitsgruppe um Sun die Entdeckung eines weiteren Urothel-spezifischen Proteins. Dieses wurde zunächst als p40 bezeichnet. Wegen seiner Struktur wurde es dann Uroplakin IIIb genannt. Uroplakin-III heißt seither Uroplakin-IIIa. Es gibt also fünf verschiedene Uroplakine.

## Immunhistochemie der Urothelkarzinome
Antikörper gegen Uroplakin II in Kombination mit GATA-3 und p40 haben sich in der immunhistochemischen Diagnostik bewährt. In 71 von 90 Fällen (etwa 80 %) von muskelinvasiven Urothelkarzinomen war die Immunreaktion gegen Uroplakin II positiv. Ferner fand sich eine signifikante positive Korrelation mit GATA-3. Von 35 Patienten konnten sowohl ein Primärtumor als auch Lymphknotenmetastasen histologisch untersucht werden. In 90 % der Tumoren, die primär Uroplakin-positiv waren, reagierten auch die Lymphknotenmetastasen positiv. Damit hat Uroplakin eine Bedeutung für die Ermittlung des Primärtumors bei Metastasen von einem unbekannten Primärtumor (CUP).
Lobban und Mitarbeiter untersuchten Gewebe von neun nicht-invasiven und von acht invasiven menschlichen Urothelkarzinomen. Uroplakin-Ia und Uroplakin-II wurden durch eine In-situ-Hybridisierung in den gut differenzierten Übergangszellen papillärer Karzinome gefunden. Uroplakin-IB war in 7 von 9 nicht-invasiven und in 4 von 8 invasiven Tumoren positiv. In Lymphknotenmetastasen war Uroplakin-IB genau so exprimiert wie im Primärtumor.
Wang und Mitarbeiter führten immunhistochemische Untersuchungen an kleinzelligen Tumoren (engl. small cell carcinoma, SmCC) der Blase durch. Nur in einem von 22 Bestimmungen war die Reaktion auf Uroplakin-II positiv.
Mehrere Firmen liefern Antikörper gegen Uroplakine für verschiedene Zwecke, unter anderem gegen UPK1A-, UPK1B-, UPK2-, UPK3A- und UPK3B des Kaninchen.